# 于登
于登（荷蘭語：Uden，荷蘭語發音：[ˈydə(n)] ⓘ）是荷蘭的一個市鎮，位於荷蘭南部，在行政區劃上屬於北布拉班特省。于登首次出現在文獻記載是在1190年。

## 外部連結
- 维基共享资源上的相關多媒體資源：于登
- Official website（页面存档备份，存于）